# Ganglamedo (pel·lícula)
Ganglamedo (tibetà: གངས་ལ་མེ་ཏོག་, Wylie: gangs la me tog, xinès simplificat: 冈拉梅朵; pinyin: gānglāméiduǒ,  que significa "Flor de neu") Pel·lícula musical xinesa en llengua tibetana del 2006. Guió de l'escriptor d'origen tibetà, Tashi Dawa, música de  Lao Zai, filmada per la directora Dai Wei.

## Estil i realització
Ganglamedo és el primer llargmetratge musical que reflecteix la vida tibetana moderna. Integra misterioses tradicions tibetanes, antigues llegendes amoroses i cultura popular per reflectir la vida de la generació més jove del Tibet, així com les seves veritables emocions i confusió en un món canviant. En un moment determinat la pel·lícula es transforma llavors en una mena de road movie a la recerca de les arrels de la llegenda i, per tant, de la música i les danses populars tibetanes, com a clau de la recerca mística de la veu perduda, amb molta simbologia, destacada tant pel so com per la imatge.
Tots els plans d'aquesta pel·lícula es van rodar al Tibet, i les ubicacions incloïen Lhasa, Namtso, Nyingchi i altres zones, entre elles, les ruïnes de l'antic regne de Guge a la regió de Ngari van aparèixer per primera vegada en una pel·lícula. . El tema musical és cantat pels famosos cantants tibetans Ya Dong (亚东 ) i Suolang Wangmo (索朗旺姆).

## Trama
La pel·lícula té un teló de fons llegendari. Una jove de Lhasa va ser una cantant popular que es va fer coneguda per la seva interpretació de la cançó Ganglamedo (en xinès, 冈拉梅朵). Era coneguda amb aquest nom. Un pintor d'ètnia han que passava pel poble es va enamorar d'ella, però ella estava casada amb un tibetà que se la va emportar. Abans de desaparèixer, havia promès al pintor que el tornaria a veure a la vora d'un llac sagrat tibetà, Namucuo, un any després. Ella sí que va tornar, però el pintor havia perdut la memòria. Seixanta anys més tard, una jove xinesa anomenada An Yu (安羽), que va perdre la veu mentre cantava la mateixa cançó i va veure a Ganglamedo en un somni, ve a Lhasa per intentar trobar a Ganglamedo. Torna a connectar amb la seva antiga amiga, que regenta un bar anomenat Ganglamedo on el pintor havia conegut el jove cantant. Allà coneix un personatge excèntric, An Zha, el millor bateria de Lhasa, que resulta ser net del pintor; ajuda a An Yu a buscar el llac i la misteriosa dona desapareguda que se li apareix en somnis, a la vora del llac.

## Repartiment
- 姜世贞 (Kang Se-Jeong), actriu sud-coreana; com An Yu
- 仁青顿珠 (Renqing Dunzhu), actor tibetà; com Acuo
- 郑昊 (Zheng Hao); Actor xinès
- 索朗措 (Suo Lang Cuo); actriu tibetana
- 丹增卓嘎 (Dan Zeng Zhuo Ga); actriu tibetana

## Premis
El film va guanyar el premi al millor director estranger als "15th Korea's Top Performing Arts Awards". El tema musical de la pel·lícula va guanyar el premi al millor vídeo musical al "8th CCTV-MTV Music Festival".

## La directora
Dai Wei va néixer a Harbin (Xina).[1]Va estudiar periodisme a la Universitat de Comunicacions de la Xina (中国传媒大学新闻系). Després de graduar-se, va continuar els seus estudis al departament de direcció de l'Acadèmia de Cinema de Pequín.
Va treballar durant deu anys a China Central Television CCTV on va dirigir programes culturals i musicals i va produir vídeos musicals.
Un any després de "Ganglamedo", l'endemà dels disturbis del Tibet de 2008 a Lhasa, va continuar amb el rodatge d'una altra pel·lícula al Tibet, amb un equip de producció occidental. La pel·lícula té un títol de faula: "Hi havia una vegada al Tibet" (西藏往事). De fet, és una història d'amor entre una dona tibetana i un pilot nord-americà que va ser un dels que, durant la guerra de resistència contra el Japó, va portar subministraments a la Xina sobrevolant l'Himàlaia. El guió està adaptat pel mateix Tashi Dawa a partir de la novel·la "Problemes a Shambala" (骚动的香巴拉), publicada el 1993.
El 2017 va abandonar el tema tibetà amb "Once Again" (二次初恋) protagonitzada per l'actriu Athena Chu.
La seva quarta pel·lícula, "Chanting Willows" (柳浪闻莺), va ser seleccionada al Festival Internacional de Cinema de Shanghai, l'any 2021. Aquest film, mitjançant el tema tibetà aborda la qüestió del gènere a partir de la història de dues intèrprets d'una companyia d'òpera de l'estil Yue. amb una adaptació de la novel·la de l'escriptora Wang Xufeng (王旭烽) guanyadora del Premi Mao Dun de Literatura i amb l'actor i cantant Zheng Yunlong com un dels protagonistes.
Amb Homless del 2021 torna a tractar el tema de les dones amb una història que explica: els problemes d'una noia després que la seva mare traficant de drogues sigui enxampada per la policia. La noia s'esforça per sobreviure i coneix un ancià que s'encarrega de deixalles. Busquen una llar junts, com un somni que passa en un tancar i obrir d’ulls."